# Raven (Heftroman)
Raven ist der Name einer Horrorserie von Wolfgang Hohlbein.
Sie erschien erstmals von 1981 bis 1984 als Subserie im Gespenster-Krimi. Ab 1993 wurde Raven im Dämonen-Land neu aufgelegt. Der 1996 wieder aufgelegte Roman "Die Spinnen-Seuche"  war der letzte Roman der Serie Dämonen-Land. Der 12. Roman der Serie wurde bei der Neuauflage der Serie als eigenständige Heftromanserie 2003 von Frank Rehfeld nach Ideen von Karl-Ulrich Burgdorf und Wolfgang Hohlbein neu verfasst.

## Handlung
Hauptfigur der Serie ist der Londoner Privatdetektiv Raven. Er sowie sein Weggefährte Inspector Card glauben anfangs nicht an das Übernatürliche. Diese Einstellung müssen sie aber im Kampf gegen die Schattenreiter aufgegeben. Raven spezialisiert sich auf mysteriöse Fälle.  Im weiteren Verlauf der Serie müssen sie die Welt vor Magiern, Untoten und vor der Dämonenrasse, der Thul Saduun, retten.

## Bände und Hörspiele

### Erscheinungsdaten der Heftromane
Quelle. Gruselromane.de
1. Schattenreiter (Autor: Wolfgang Hohlbein)
  - als Gespenster-Krimi Nr. 408 am 7.7.1981
  - als Dämonen-Land Nr. 85 am 12.1.1993
  - als Hohlbeins Raven Nr. 1 am 30.9.2003
2. Das Schwert des Bösen (Autor: Wolfgang Hohlbein)
  - als Gespenster-Krimi Nr. 434 am 5.1.1982
  - als Dämonen-Land Nr. 95 am 1.6.1993
  - als Hohlbeins Raven Nr. 2 am 7.10.2003
3. Die Rache der Schattenreiter (Autor: Wolfgang Hohlbein)
  - als Gespenster-Krimi Nr. 458 am 22.6.1982
  - als Dämonen-Land Nr. 121 am 31.5.1994
  - als Hohlbeins Raven Nr. 3 am 14.10.2003
4. Horrortrip ins Schattenland (Autor: Wolfgang Hohlbein)
  - als Gespenster-Krimi Nr. 459 am 29.6.1982
  - als Dämonen-Land Nr. 128 am 6.9.1994
  - als Hohlbeins Raven Nr. 4 am 21.10.2003
5. Merlins böses Ich (Wolfgang Hohlbein)
  - als Gespenster-Krimi Nr. 479 am 16.11.1982
  - als Dämonen-Land Nr. 135 am 13.12.1994
  - als Hohlbeins Raven Nr. 5 am 28.10.2003
6. Das Phantom der U-Bahn (Autor: Wolfgang Hohlbein)
  - als Gespenster-Krimi Nr. 503 am 3.5.1983
  - als Dämonen-Land Nr. 142 am 21.3.1995
  - als Hohlbeins Raven Nr. 6 am 4.11.2003
7. Der Kristallschädel (Autor: Karl-Ulrich Burgdorf)
  - als Gespenster-Krimi Nr. 507 am 31.5.1983
  - als Dämonen-Land Nr. 149 am 27.6.1995
  - als Hohlbeins Raven Nr. 7 am 11.11.2003
8. Der Magier von Maronar (Autor: Karl-Ulrich Burgdorf)
  - als Gespenster-Krimi Nr. 514 am 19.7.1983
  - als Dämonen-Land Nr. 156 am 3.10.1995
  - als Hohlbeins Raven Nr. 8 am 18.11.2003
9. Im Turm der lebenden Toten (Autor: Karl-Ulrich Burgdorf)
  - als Gespenster-Krimi Nr. 519 am 23.8.1983
  - als Dämonen-Land Nr. 163 am 9.1.1996
  - als Hohlbeins Raven Nr. 9 am 25.11.2003
10. Das Monster von Stonehenge (Autor: Karl-Ulrich Burgdorf nach einem Exposé von Wolfgang Hohlbein)
  - als Gespenster-Krimi Nr. 530 am 8.11.1983
  - als Dämonen-Land Nr. 170 am 16.4.1996
  - als Hohlbeins Raven Nr. 10 am 2.12.2003
11. Die Spinnen-Seuche (Autor: Karl-Ulrich Burgdorf)
  - als Gespenster-Krimi Nr. 548 am 13.3.1984
  - als Dämonen-Land Nr. 176 am 9.7.1996
  - als Hohlbeins Raven Nr. 11 am 9.12.2003
12. Die Schatten-Chronik (Autor: Wolfgang Hohlbein und Frank Rehfeld)
  - als Hohlbeins Raven Nr. 12 am 16.12.2003

### Weitere Veröffentlichungen
Im Weltbild-Verlag erschienen die Romanhefte als Buchreihe neu:
- 1: Schattenreiter
- 2: Der Kristallschädel
- 3: Im Turm der lebenden Toten

Die ersten 3 Bände erschienen 2006 auch als Hörspiele im Verlag Lübbe.